# Rouvres (Seine-et-Marne)
Rouvres is een gemeente in het Franse departement Seine-et-Marne (regio Île-de-France) en telt 612 inwoners (2005). De plaats maakt deel uit van het arrondissement Meaux.

## Geografie
De oppervlakte van Rouvres bedraagt 4,1 km², de bevolkingsdichtheid is 149,3 inwoners per km².
De onderstaande kaart toont de ligging van Rouvres (Seine-et-Marne) met de belangrijkste infrastructuur en aangrenzende gemeenten.

## Demografie
Onderstaande figuur toont het verloop van het inwonertal (bron: INSEE-tellingen).